# Pierre Ballester
Pour les articles homonymes, voir Ballester.
Pierre Ballester, né le 25 décembre 1959, est un journaliste sportif français. Son cheval de bataille est la lutte contre le dopage dans le milieu sportif.

## Carrière
Correspondant permanent à Londres pour l'Agence France-Presse entre 1985 et 1987, Pierre Ballester entre au quotidien Le Sport en 1988, puis rejoint le journal L'Équipe, en qualité de Grand Reporter, de 1989 à 2001.
Il couvre dix Tours de France et obtient le prix Antoine Blondin en 1994, récompensant le meilleur article de cyclisme.
À partir de 1998, il se consacre principalement aux enquêtes sur le dopage. Ses articles dérangent au sein de la rédaction du quotidien sportif français. En 2001, il est le nègre de Willy Voet pour le livre Massacre à la chaîne (ed. Calmann-Lévy) qui révèle les dessous du cyclisme et déclenche une polémique. Puis celui de Bruno Roussel Tour de Vices (ed. Hachette Littératures), de Jérôme Chiotti  De mon plein gré (ed. Calmann-Lévy) et de Philippe Boyer Champion, flic et voyou (Ed. La Martinière). L'ensemble lui permet d'avoir une lecture globale des coulisses du cyclisme. Il est licencié par son employeur, L'Équipe, pour s'être contenté d'un accord verbal pour coécrire De mon plein gré[réf. nécessaire] et d'avoir voulu mettre au jour les pratiques douteuses et conniventes de certains de ses confrères,.
Depuis, il donne des cours au Centre de Formation des Journalistes, a relancé le mensuel de la Fédération française de rugby et continue à écrire sur le dopage.
L.A. Confidentiel (ed. La Martinière), enquête très fouillée réalisée avec David Walsh sur le champion cycliste Lance Armstrong, est un succès de librairie, récompensé par le prix Gondecourt, en 2004. Une suite lui est donnée en 2006 sous le titre L.A. Officiel, puis en 2009 avec Le sale Tour.
Pourtant, malgré ce travail d'investigation et d'autres révélations, comme celles de son ancien collègue Damien Ressiot, le « système » Armstrong perdurera encore quelques années, avec par exemple le retour à la compétition de l'américain en 2009. Ce ne sera finalement qu'en 2012 qu'une procédure de l'Agence américaine antidopage (USADA) parviendra enfin à faire tomber Armstrong pour dopage.
Pierre Ballester est également l'auteur de La France du rugby (2006, ed. Panama) qui est un tour de France du rugby amateur. Début 2012, il publie avec Marc Lièvremont Cadrages & débordements (La Martinière) dans lequel l'ancien sélectionneur du XV de France revient notamment sur le parcours accidenté des Bleus lors de la Coupe du monde 2011.
En 2015, les éditions de La Martinière et Pierre Ballester mettent en demeure Studiocanal, producteur du film de Stephen Frears, The Program, qui traite du dopage de Lance Armstrong et de l'enquête journalistique l'ayant révélé. Selon leur avocat, Thibault de Montbrial, « les éditions de La Martinière, auxquelles les auteurs avaient cédé leurs droits de reproduction audiovisuelle, se retrouvent totalement dépossédées d’une enquête qu’elles ont financée et Pierre Ballester est victime d’une forme de révisionnisme historique qui rappelle l’époque où le Politburo faisait disparaître des photos les opposants au régime soviétique. »

## Publications
- L.A. Confidentiel - Les secrets de Lance Armstrong coécrit avec David Walsh - Points - 2004 •  (ISBN 978-2-7578-0027-0)
- La France du rugby - Éditions Panama - 2006 •  (ISBN 978-2-7557-0290-3)
- L.A. Officiel coécrit avec David Walsh - Éditions de La Martinière - 2006 •  (ISBN 978-2-84675-204-6)
- Tempêtes sur le Tour -  Éditions du Rocher - 2008 •  (ISBN 978-2-268-06598-4)
- Le Sale Tour  coécrit avec David Walsh - Seuil - 2009 •  (ISBN 978-2-02-099480-4)
- L'Amazone - A la recherche de la femme au bord de paupière noir - Éditions de la Martinière - 2013 •  (ISBN 2732454494)
- Rugby à charges, l'enquête choc - Éditions de La Martinière - 2015